# Opel 5/12 PS
 (juin 2024).
L'Opel 5/12 PS (« Poupée », Puppchen) est une voiture d'Adam Opel KG. Elle fut construite en quatre modèles de 1911 à 1920. Elle était disponible en biplace ouverte, en landaulet ou en berline. Seule la version ouverte à quatre places s'appelait Poupée dans la publicité.

## Variantes du modèle

### 5/12 PS (1911)
Le premier modèle, construit en 1911, avait un moteur de 1,26 litre développant 12 ch à 1 800 tr/min. La vitesse maximale était de 50 à 55 km/h. La voiture coûtait entre 4 000 et 5 200 marks.

### 5/12 PS (1912-1914)
Le deuxième modèle reçut un moteur plus gros et plus puissant. La cylindrée était désormais de 1,3 litre. Il produisait 14,5 ch à 1 800 tr/min. La voiture coûte désormais entre 4 200 et 5 200 marks.

### 5/12 (5/14) PS (1914)
Avec les mêmes performances, la cylindrée a été augmentée à 1,4 litre. Elle était également disponible en version ouverte à quatre places. Cette variante de modèle était surnommée «Poupée» et coûtait 7 300 marks.

### 5/12 (5/14) PS (1916-1920)
À partir de 1916, la voiture reçut un moteur de 1,5 litre développant 14,5 ch à 1 800 tr/min. Elle coûtait 5 300 marks en version biplace et 5 300 marks en version quatre places (Poupée).

## Moteurs
Les quatre modèles de moteurs quatre cylindres en ligne à quatre temps avec carters en aluminium étaient équipés de soupapes latérales, d'un graissage d'excavatrice, de carburateurs à pulvérisation et de refroidisseurs à tubes avec ventilateurs. Pour les trois premiers modèles, l'augmentation de la cylindrée était obtenue en augmentant la course du piston de 95 mm à 98 mm puis 105 mm tout en conservant le même alésage du cylindre de 65 mm; Les cylindrées exactes sont - calculées avec 3,14 pour pi et arrondis à un nombre entier : 1 260 cm³, 1 300 cm³ et 1 393 cm³. À partir de 1916, l'alésage du cylindre était de 70 mm et la course du piston de 102 mm, ce qui signifie 1 569 cm³ et devrait donner 6 chevaux fiscaux.